# توكيلاو
توكيلاو هي إقليم تابع لنيوزيلندا يتكون من ثلاثة جزر مرجانية استوائية -أتافو، فاكاوفو، ونوكونونو- في جنوب المحيط الهادي وتحتوي على مجموع 12 كم مربع وعدد سكان يقرب إلى 1,500 نسمة. وتعتبر إقليماً غير ذاتي الحكم من قبل الجمعية العامة للأمم المتحدة.
كانت توكيلاو قبل 1976 تسمى رسمياً بجزر توكيلاو. ويطلق بعض الغربيين أحياناً عليها بجزر الاتحاد وهو الاسم القديم لتوكيلاو في زمن الاستعمار.

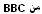
تعليق

## الجغرافيا
توكيلاو هي مجموعة جزر مرجانية صغيرة تقع في المحيط الهادي، وهي عبارة عن ثلاث جزر مرجانية بمساحة 12 كم مربع (4.7 ميل مربع). الجزيرة التي في المنتصف - نوكونونو - تبعد 92 كم عن أتافو (الجزيرة الغربية الشمالية) و 64 كم عن فاكاوفو (الجزيرة الشرقية). تقع توكيلاو بين خطي طول 171° و 173° غرباً ودائرتي عرض 8° و 10° جنوباً، أي تقريباً في منتصف الطريق بين هاواي ونيوزيلاندا. يطول ساحل جزر توكيلاو 101 كم.
المنطقة الأكثر انخفاضًا في توكيلاو هي المحيط الهادي وأعلى منطقة هي منطقة بلا اسم بخمسة أمتار فوق سطح البحر.
توكيلاو لديها توقيت مختلف عن معظم أنحاء نيوزيلاندا، فهي تقع عند 10 ساعات خلف UTC بدل 12 أمامه، أي فرق 22 ساعة بينها وبين نيوزيلاندا.
| شعب حلقي | إحداثيات |
| -------- | -------- |
| أتافو    |          |
| نوكونونو |          |
| فاكاوفو  |          |

## التاريخ

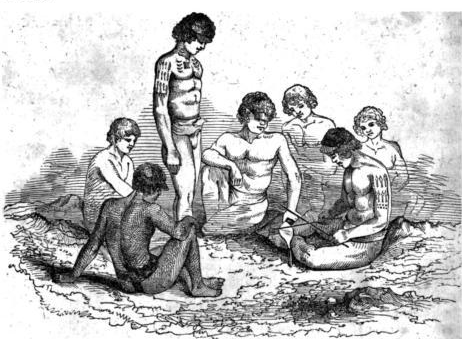
صورة لساكني فاكاوفو، رسمت سنة 1841 في بعثة الولايات المتحدة للاستكشاف

سكان توكيلاو في الأصل المهاجرين من مجموعات الجزر البولينيزية المحيطة بها، وأصبحت جزر توكيلاو محمية بريطانية في 1889، ثم نقلت إلى إدارة نيوزيلندا في 1925. عقد استفتاء في عامي 2006 و 2007 لتغيير الوضع القائم في جزر توكيلاو من تبعية نيوزيلاندية إلى ارتباط حر مع نيوزيلندا ولكن لم تستوف المعايير اللازمة للموافقة عليها. تشير الأدلة الأثرية إلى أن الجزر المرجانية التوكيلاوية -أتافو، نوكونونو، وفاكاوفو- سكنت منذ 1000 سنة مضت، وربما كانت «الرابطة» في بولينيزيا الشرقية.

### اكتشاف الجزر
اكتشف جون بيرون جزيرة أتافو في 24 يونيو 1765 وأسماها «جزيرة دوق يورك»، وأفاد المستكشفون الذين استكشفوا الجزيرة أنه لم يكن هناك علامات لأي سكن للجزيرة ماضي أو حاضر. في 12 يونيو 1791، أبحر الكابتن إدوارد إدواردز جنوبًا واكتشف جزيرة نوكونونو وأسماها «جزيرة دوق كلارينس».
أبحر الكابتن سميث في 14 فبراير 1835، مكتشفًا جزيرة فاكاوفو وأسماها «جزيرة دي-وولف». في 25 يناير 1841، زارت بعثة الولايات المتحدة للاستكشاف جزيرة أتافو، واكتشفت كمية قليلة من السكان على الجزيرة. وصلت البعثة نوكونونو في 28 يناير 1841، ولكن لم تجد أية سكان. وصلت البعثة في 29 يناير 1841، إلى فاكاوفو وأسمتها «بودويتش». سكان الجزيرة كانو مشابهون لسكان جزيرة أتافو بالمظهر والطبيعة.

### الحكومة
كانت الجزر الثلاث في سنة 1877 تحت الحماية البريطانية عبر نظام في المجلس الذي ادعى الولاية على جميع جزر المحيط الهادئ التي لم يطالب بها أحد. وصل القائد ك.ف. ألدهام الذي كان على سفينة HMS Egeria إلى كل من الجزر الثلاثة في يونيو 1889 ورفع علم علم المملكة المتحدة رسمياً، معلناً أن الجزر الثلاثة هم محمية بريطانية. ضمت الحكومة البريطانية توكيلاو إلى مستعمرة جزر جلبرت وإليس (التي هي اليوم كيريباس وتوفالو) وحولت توكيلاو إلى الإدارة النيوزيلاندية سنة 1926، ملغيةً مشيخات الجزر. عبر عرض توكيلاو سنة 1948، السيادة التوكيلاوية نقلت إلى نيوزيلاندا، وكذلك مسؤولية الدفاع.
لا توجد جريمة خطيرة (الجدية) إلا نادراً ولا توجد سجون على الجزيرة - المجرمون يوبخون علناً، أو يدفعوا غرامة، أو يجبرون على العمل.

### أصل التسمية
توكيلاو هي كلمة بولينيزية تعني «الشمال». كانت تسمى الجزر في أوقات مجهولة جزر الاتحاد ومجموعة الاتحاد. سميت الجزر جزر توكيلاو سنة 1946، وأصبح اسمها توكيلاو في 9 ديسمبر 1976.

## السياسة
رأس الولاية هي الملكة تشارلز الثالث، ملك نيوزيلاندا، والذي أيضًا يحكم على بريطانيا ودول الكومنولث الأخرى. يمثل الملك في توكيلاو الحاكم ديفيد بايتون. رئيس الحكومة الحالي هو كوريسا ناساو، الذي يترأس على المجلس وحكومة توكيلاو الحالية، التي تعمل بمثابة هيئة وزارية. المجلس يتألف من الفايبيول (القائد) والبولنوكو (عمدة القرية) من كل من الجزر الثلاثة. عدد المراكز التي يقبلها البرلمان التوكيلاوي من كل جزيرة يعتمد على عدد السكان - في الحاضر، هناك من أتافو 7 ومن فاكاوفو 7 ومن نوكونونو 6. الفايبيول (القائد) والبولنوكو (عمدة القرية) أيضًا يجلسون في البرلمان.
في 11 نوفمبر 2004 توصلت توكيلاو ونيوزيلاندا إلى قرار تحويل توكيلاو من منطقة غير ذاتية الحكم إلى منطقة ذاتية الحكم مع اتحادية حرة مع نيوزيلاندا.

## الاقتصاد
بحسب قائمة الدول حسب الناتج المحلي الإجمالي (تعادل القوة الشرائية) التابعة للـ«سي آي إيه»، توكيلاو لديها اقتصاد أصغر من أي دولة في العالم. توكيلاو لديها ميزانية شراء سنوية بقيمة 1,000 دولار أمريكي للفرد. الحكومة تعتمد كلياً تقريباً على الإعانات القادمة من نيوزيلاندا والتي تبلغ حوالي 10 ملايين دولار سنويا.
تصدر توكيلاو سنويًا حوالي 100,000 دولار أمريكي من الطوابع ولب جوز الهند المجفف والأنسجة ومنتجات النحت اليدوي، وتستورد حوالي 300,000 دولار أمريكي من الطعام ومواد البناء والوقود إلى ومن نيوزيلاندا. يَعيش عدد كبير من التوكيلاويون في نيوزيلاندا، وهؤلاء يَدعمون أهلهم في توكيلاو عبر تحويلات النقود. وتشمل المشاريع المحلية على المشاريع صغيرة الحجم كإنتاج لب جوز الهند المجفف، والأعمال الخشبية والسلع الحرفية والطوابع والعملات، وصيد الأسماك. أما القطاع الزراعي فيعتمد على إنتاج جوز الهند ولبه فاكهة الخبز، وبابايا والموز والتين وتتنوع الثروة الحيوانية ما بين الخنازير والدواجن والماعز وهو قليل نسبيا. وهناك عدد كبير من التوكيلاويين يعيش في نيوزيلندا وإعالة أسرهم في توكيلاو من خلال التحويلات المالية .

## الديموغرافيا

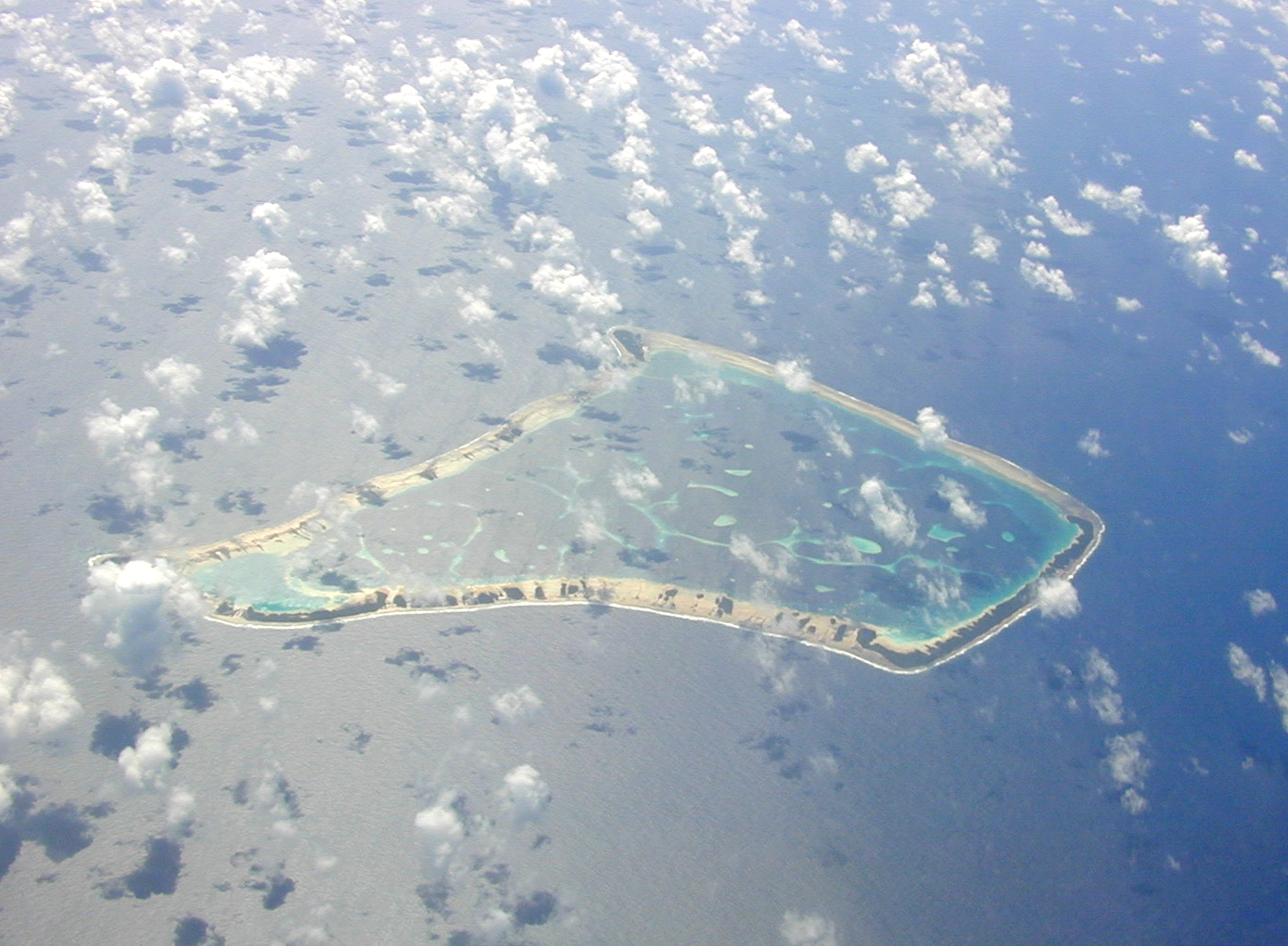
جزيرة فاكاوفو

يَبلغ عدد سكان توكيلاو 1,433 (بحسب يوليو 2008). وهذا أقل مما كان في 2007، مما يظهر تناقص في السكان. المجموعة العرقية الرئيسية في توكيلاو هي البولينيزية، والديانة الرئيسية هي كنيسة المسيح المتحدة، واللغة الرئيسية هي التوكيلاوية، ولكن تتكلم الإنجليزية هناك أيضاً.
التوكيلاويين، كأناس نيوزيلانديين، يحق لهم أن يسافروا إلى نيوزيلاندا وأن يعيشوا فيها، ويعاملوا كالنيوزيلانديين. يحمل التوكيلاويون جواز سفر نيوزيلاندي.
معظم السكان على أتافو هم من كنيسة المسيح المتحدة الساموية. بينما جميع السكان تقريباً على نوكونونو هم من الكنيسة الرومانية الكاثوليكية. وعلى فاكاوفو توجد ديانات مختلفة. وبالمجموع 62% من السكان هم من كنيسة المسيح المتحدة، و 24% هم من الكنيسة الرومانية الكاثوليكية، وآخرون 5%. وبما أن معظم السكان على أتافو مسيحيون، طردت الهيئة الحاكمة في الجزيرة بعض المرشحين منها بسبب رفضهم للذهاب إلى الكنيسة.
بينما النساء أكثر من الرجال قليلاً على فاكاوفو وأتافو، يُشكّل الرجال 57% من سكان نوكونونو. 9% فقط من التوكيلاوين الذين يفوقون سن الأربعين غير متزوجون. ربع السكان ولدوا في ما وراء البحار، والباقون وُلدوا في جزيرتهم المرجانية، ومعظم أصحاب البيوت لديهم 5 خنازير أو أكثر.
بخلاف قلة الدخل النقدي، متوسط عمر التوكيلاوي المتوقع هو 69 سنة.

### الأعياد والعطلات الرسمية
| العيد                         | التاريخ   |
| ----------------------------- | --------- |
| رأس السنة                     | 1 يناير   |
| الجمعة العظيمة*               | 22 أبريل  |
| اثنين عيد الفصح (يوم دينغوس)* | 25 أبريل  |
| يوم أنزاك                     | 25 أبريل  |
| يوم توكيغا                    | 3 سبتمبر  |
| عيد الميلاد                   | 25 ديسمبر |
| بوكسينغ داي                   | 26 ديسمبر |

*هذه الأعياد تحتفل بحسب يوم أسبوعي معين وليس بتاريخ معين. هذه الأعياد تاريخها في الجدول صحيح بالنسبة لسنة 2011.

## التنوع البيولوجي
هناك 29 نوع من الطيور على توكيلاو:

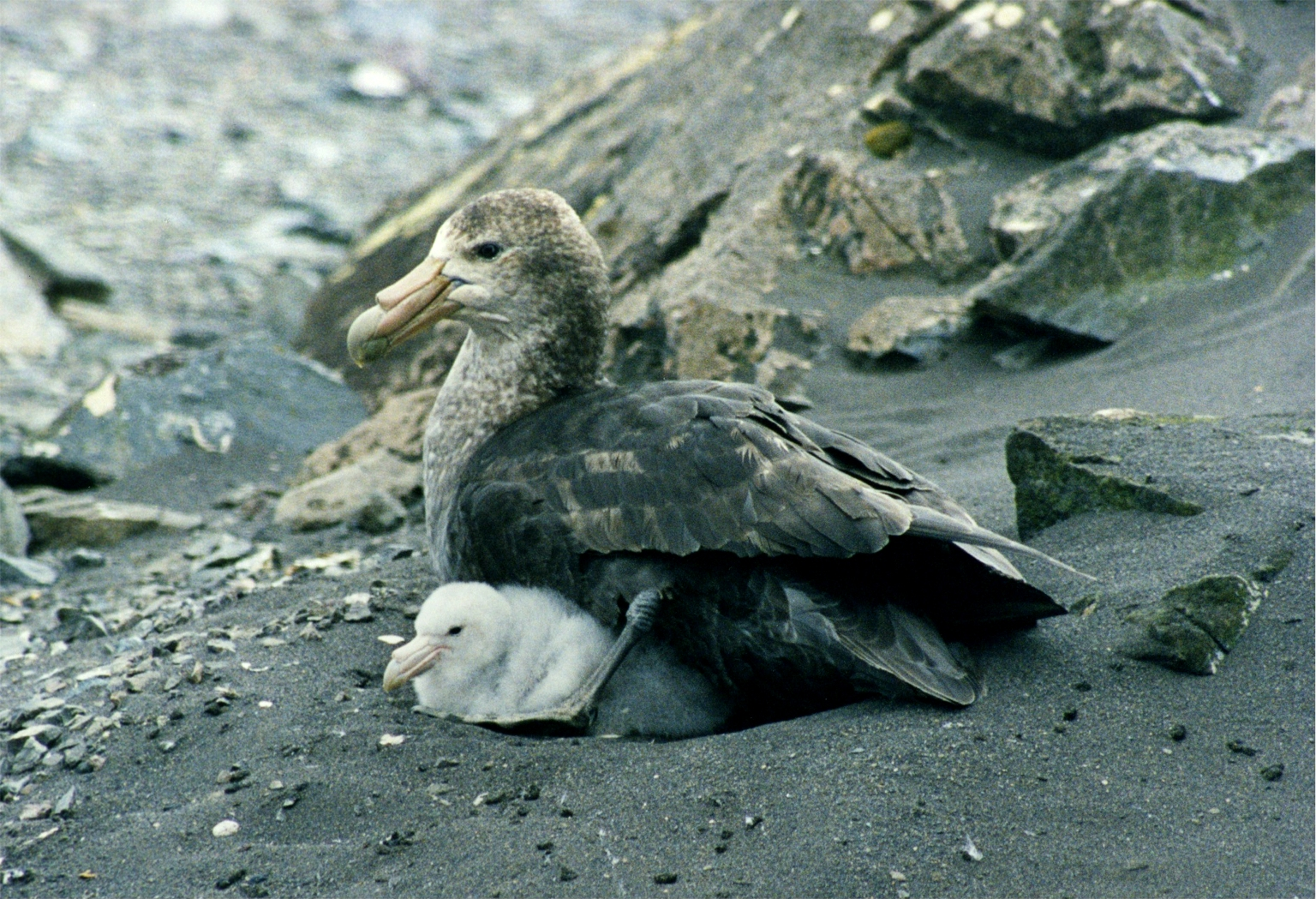
طير النوء الجنوبي العملاق

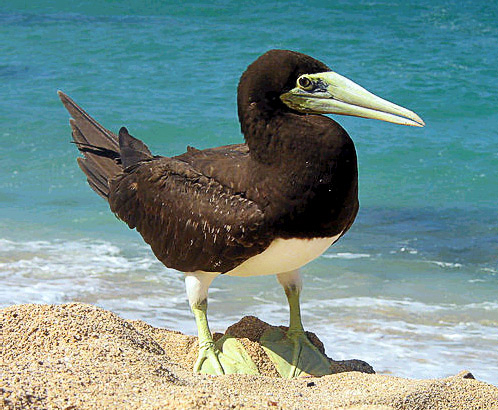
الأطيش البني

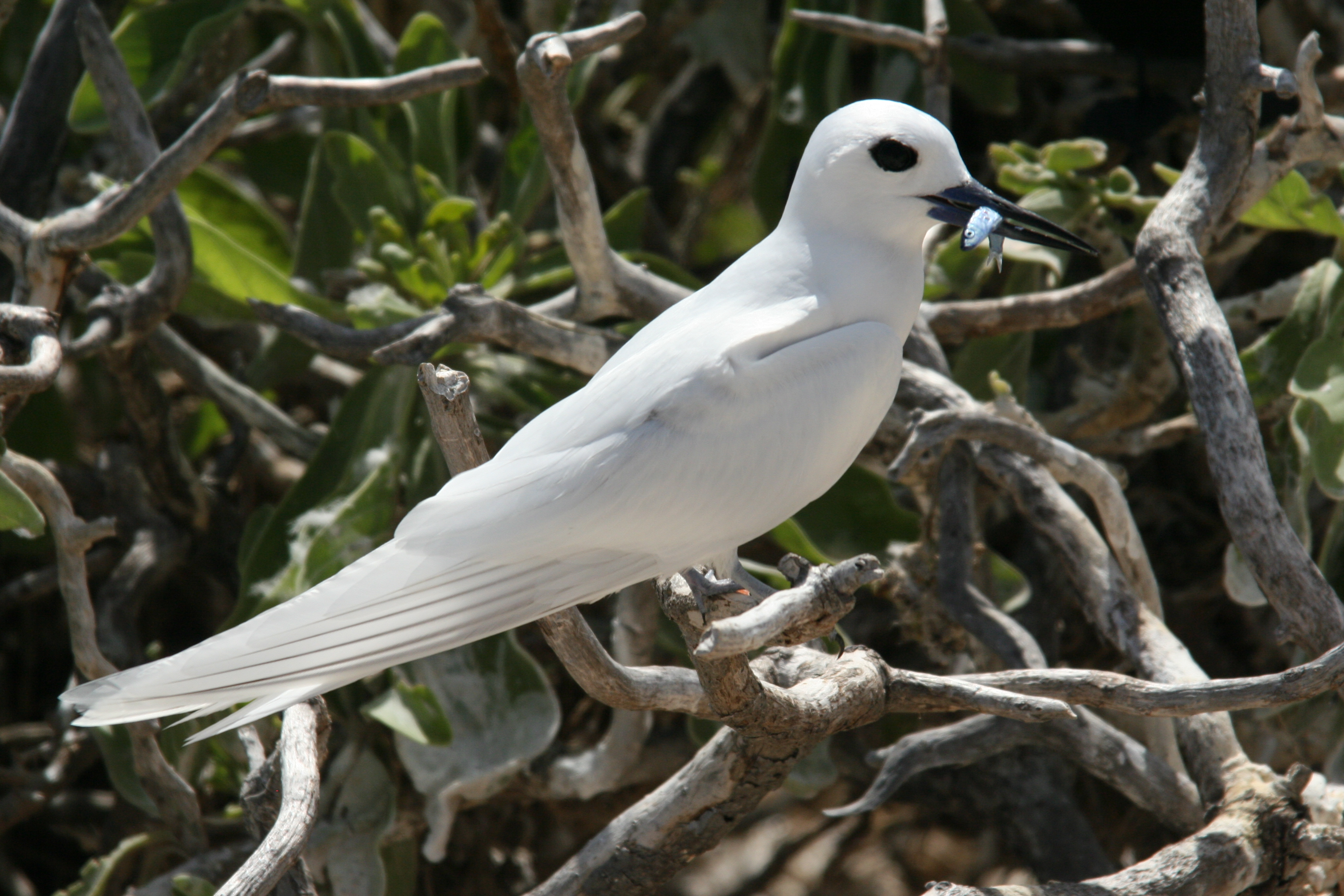
خرشنة بيضاء

- طير الغابة الأحمر: نوع من الدجاجيات واسمه العلمي Gallus gallus (نقله الإنسان إلى توكيلاو)
- طير النوء الجنوبي العملاق: نوع من النوئيات واسمه العلمي Macronectes giganteus (نادرًا ما يظهر في توكيلاو)
- شيرووتر إسفين الذيل: نوع آخر من النوئيات Puffinus pacificus (نادرًا ما يظهر في توكيلاو)
- الطائر المداري أبيض الذيل: نوع من الطيور المدارية (بالإنجليزية: Tropicbirds) واسمه العلمي Phaethon lepturus
- الطائر المداري أحمر الذيل: نوع آخر من الطيور المدارية واسمه العلمي Phaethon rubricauda
- الأطيش المقنع: نوع من البجعيات واسمه العلمي Sula dactylatra (نادرًا ما يظهر في توكيلاو)
- الأطيش البني: نوع آخر من البجعيات واسمه العلمي Sula leucogaster
- الأطيش أحمر القدمين: نوع آخر من البجعيات واسمه العلمي Sula sula
- فرقاطة سلمي: نوع آخر من البجعيات واسمه العلمي Fregata minor
- فرقاطة أرييل: نوع آخر من البجعيات واسمه العلمي Fregata ariel
- البلشون الريفي الهادئي: نوع من اللقلقيات واسمه العلمي Egretta sacra
- الزقزاق الذهبي الهادئي: نوع من الزقزاقيات واسمه العلمي Pluvialis fulva
- الطائر الثرثار المتجول: نوع آخر من الزقزاقيات واسمه العلمي Tringa incana
- الويمبريل: نوع آخر من الزقزاقيات واسمه العلمي Numenius phaeopus (نادرًا ما يظهر في توكيلاو)
- الكروان خشن الشعر: نوع آخر من الزقزاقيات واسمه العلمي Numenius tahitiensis
- الغودويت شريطي الذيل: نوع آخر من الزقزاقيات واسمه العلمي Limosa lapponica
- قنبرة الماء: نوع آخر من الزقزاقيات واسمه العلمي Arenaria interpres
- المدروان: نوع آخر من الزقزاقيات واسمه العلمي Calidris alba
- النودي البني: نوع آخر من الزقزاقيات واسمه العلمي Anous stolidus
- النودي الأسود: نوع آخر من الزقزاقيات واسمه العلمي Anous minutus
- النودي الأزرق-الرمادي (النودي الأزرق): نوع آخر من الزقزاقيات واسمه العلمي Procelsterna cerulea (نادرًا ما يظهر في توكيلاو)
- الخرشنة البيضاء: نوع آخر من الزقزاقيات واسمه العلمي Gygis alba
- الخرشنة السخماء: نوع آخر من الزقزاقيات واسمه العلمي Onychoprion fuscatus
- الخرشنة رمادية الظهر: نوع آخر من الزقزاقيات واسمه العلمي Onychoprion lunatus
- الخرشنة السومطرية: نوع آخر من الزقزاقيات واسمه العلمي Sterna sumatrana
- الخرشنة كبرى التتويج: نوع آخر من الزقزاقيات واسمه العلمي Thalasseus bergii
- الحمامة الإمبراطورية الهادئية: نوع من الحماميات واسمه العلمي Ducula pacifica
- الواقواق طويل الذيل: نوع من الواقواقيات واسمه العلمي Eudynamys taitensis
- البومة الأسترالية المقنعة: نوع من البوميات واسمه العلمي Tyto novaehollandiae

## أعلام توكيلاوين

أوبيتايا فواي

- فيولينا ليندا بيدرو : لاعبة بولينج توكيلاوية حصلت على ميداليتين ذهبيتين في ألعاب المحيط الهادئ الجنوبي.
- لويماتا يوباتي : مدير التعليم في توكيلاو ويترجم حاليًا الإنجيل من الإنجليزية إلى التوكيلاوية.
- فوا تولو : سياسي توكيلاوي وكان رئيس حكومة توكيلاو من فبراير 2009 إلى فبراير 2010.
- بيو تويا : سياسي توكيلاوي كان رئيس حكومة توكيلاو 5 مرات.
- كوريسا ناساو : سياسي توكيلاوي وهو الرئيس الحالي لحكومة توكيلاو وكان خمسة مرات سابقة رئيس حكومة توكيلاو.
- مستر لويانو بيريس : رئيس المدرسة المحلية في نوكونونو ومالك فندق لوانا ليكي ومالك مطعم جزيرة سيدني.
- أوبيتايا فواي : رئيس فرقة تي فاكا الموسيقية التوكيلاوية.

## معالم توكيلاو
- فندق لوانا ليكي : فندق على جزيرة نوكونونو.[20]
- منتجع فيل فا : فندق ومنتجع على جزيرة نوكونونو.[20]
- فندق فيليتي لوبا : فندق صغير على جزيرة أتافو.[20]
- جامعة جنوب المحيط الهادئ (بالإنجليزية: University of the South Pacific يونيفيرسيتي أف ذا ساوث باسيفيك) : الجامعة الوحيدة في توكيلاو.[21]

## السياحة

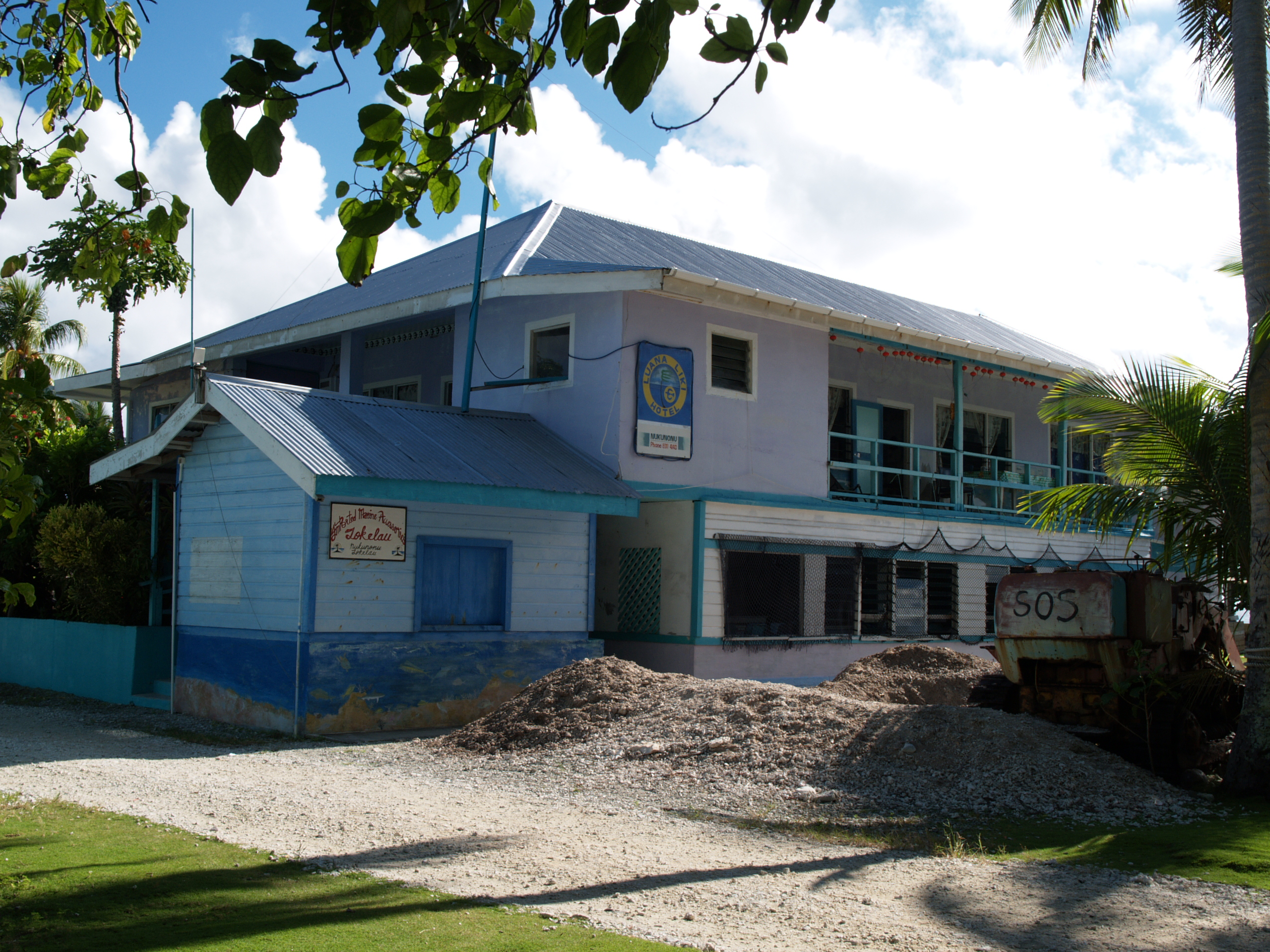
فندق لوانا ليكي

في 1995، أنشأ مستر لويانو بيريس (رئيس المدرسة المحلية في نوكونونو) وزوجته جوليانا، فندقًا باسم «لوانا ليكي» بجانب المدرسة، وأربع دقائق سيرًا على الأقدام بعيدًا عن المتجر. يحوي الفندق 9 غرف زوجية. فندق لوانا ليكي ومنتجع فيل فا هما الفندقان الوحيدان على نوكونونو. هما وفندق صغير على أتافو باسم فيليتي لوبا الفنادق الثلاثة الوحيدة في توكيلاو. هناك جزيرة صغيرة في نوكونونو تدعى جزيرة سيدني يملكها مستر لويانو بيريس، وهي مطعم يحضر السمك المشوي بعد بضع دقائق من اصطياده في الصباح، أما في الليل إذا جئت سيعلمونك كيفية اصطياد وطهو الكركند.

## الثقافة
ثقافة توكيلاو هي ثقافة بولينيزية.
تقسيم العمل في توكيلاو يتضمن رجال يعملون في صيد السمك، الزراعة والبناء ونساء في الحفاظ على القرى. ومع ذلك، يتم توظيف العديد من التوكيلاوين في الخدمة العامة. تضم كل جزيرة في توكيلاو قرية واحدة، وتنظم كل قرية من القرى التوكيلاوية مسابقات في مجالات عديدة ومنها صيد السمك، الرقص والرياضة.
يعتبر السمك والبطاطا الحلوة ولحم الخنزير والدواجن وجوز الهند، ومشروب مخمر باسم كاليفا (بالإنجليزية: Kaleva) يصنع من حليب جوز الهند، من المأكولات التقليدية والشعبية في توكيلاو. وتتواجد المأكولات المستوردة من الخارج في متاجر القرى التعاونية.
بالنسبة للموسيقى، تبدأ الموسيقى التوكيلاوية مع عناصر الجوقة، ويضاف قرع الطبول والصناديق الخشبية وعلب البسكويت. هناك فرقة موسيقية توكيلاوية تعرف باسم تي فاكا (بالإنجليزية: Te Vaka وتعني القارب) تجلب الأغاني التوكيلاوية إلى مواقع دولية. رئيس الفرقة هو أوبيتايا فواي التوكيلاوي، وتضم الفرقة ماناس فواي، ماتايا فواي، أوليفيا فواي، تالاغا سيل، فاسا فواي، تريمين ليهو، نيل فوريست، وإدوين بيتا.

### الرياضة

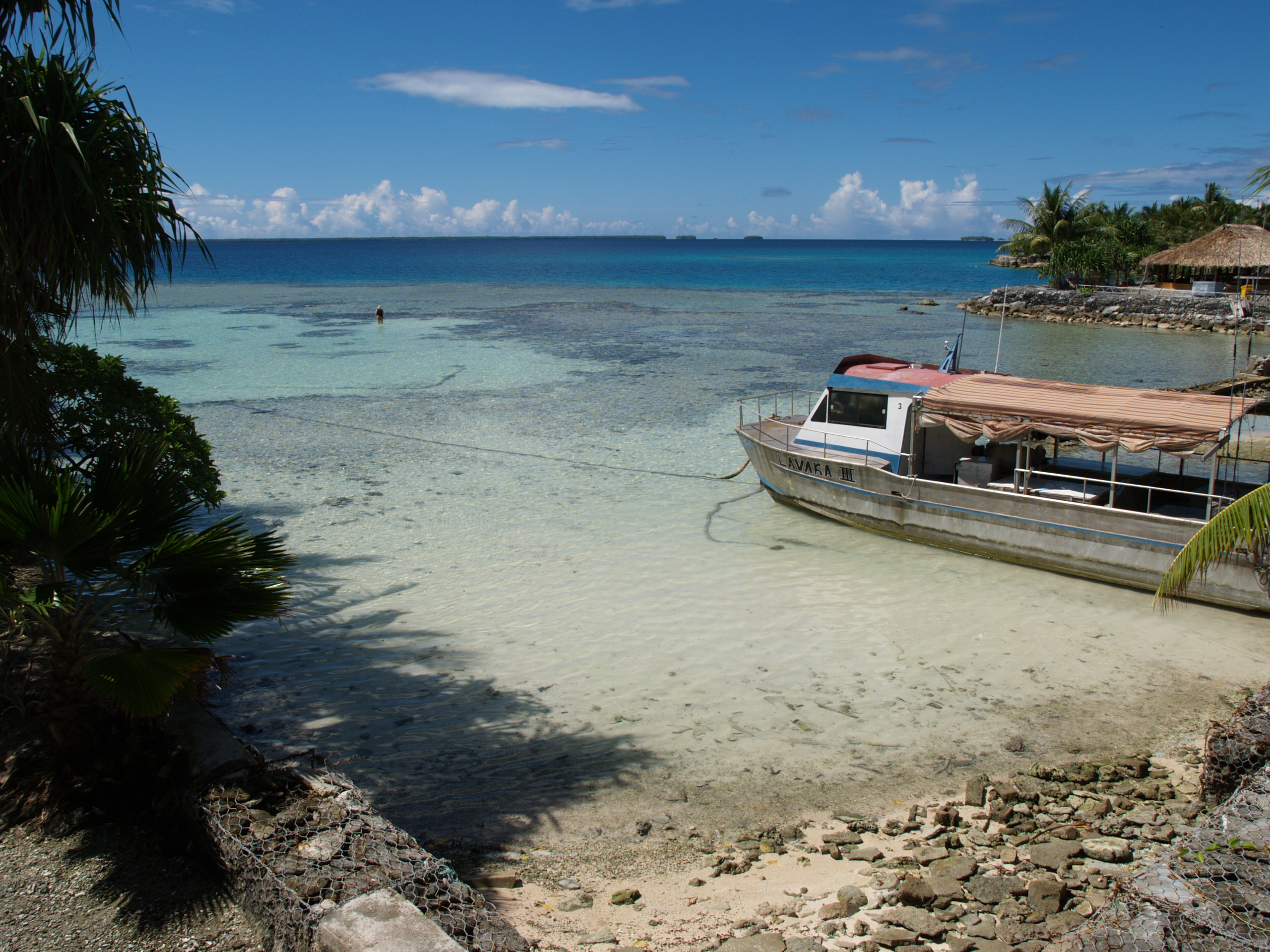
البحيرة الشاطئية في نوكونونو

لا تشترك توكيلاو في أغلب الاتحاديات الدولية للرياضة نتيجة لصغر مساحتها. المباراة الدولية الملحوظة الوحيدة التي تشترك فيه توكيلاو هي ألعاب المحيط الهادئ. أول ميدالية ذهبية فازت بها توكيلاو كانت في ألعاب المحيط الهادئ 2007، رابحةً خمسة ميداليات (3 ذهبية، واحدة فضية وأخرى برونزية)، وأحرزت توكيلاو المركز الثاني عشر من أصل 22. هذا شمل ميداليتين ذهبيتين لصالح فيولينا ليندا بيدرو التي أصبحت أنجح رياضي/رياضية توكيلاوية إلى الآن.
أصبحت تنس الطاولة في أكتوبر 2010 «أول رياضة في توكيلاو تشترك في اتحادية على مستوى قاري أو عالمي»، وذلك عندما أصبحت اتحادية توكيلاو لتنس الطاولة العضو الثالث والعشرين في اتحادية أوقيانوسيا لتنس الطاولة.

### الصحة والتعليم
كل جزيرة لديها مدرسة واحدة، وكل مدرسة في توكيلاو تعلم الأطفال بعمر سنة إلى 10 سنوات. وهناك جامعة واحدة على الجزيرة، جامعة جنوب المحيط الهادئ (بالإنجليزية: University of the South Pacific يونيفيرسيتي أف ذا ساوث باسيفيك).
كل جزيرة لديها مستشفى واحد. خدمات الصحة لديها مدير صحي وكبير مستشارين يدور من جزيرة إلى جزيرة كي -كما هو مطلوب- يساعد الأطباء في كل مستشفى. في 2007، لم يكن هناك دائمًا طبيب على كل جزيرة، وتم تعيين نواب كي يملأوا الفراغ.
الكثير من الشباب التوكيلاوين يسافرون إلى نيوزيلاندا كي يكملوا دراستهم. والسفينة تكون مليئة بالركاب الطلاب العائدون إلى منازلهم في فترة عيد الميلاد وبعد ذلك تنطلق السفينة لسنة دراسية أخرى.

## الاتصالات
لدى توكيلاو خدمة راديو-تلفزيون بين الجزر وإلى ساموا. في 1997، خدمة هاتف تنظمها الحكومة (تيليتوك) مع ثلاث محطات فضائية أرضية تم تأسيسها. يوجد نظام حديث للاتصالات عبر الأقمار الاصطناعية إضافة إلى نظام داخلي للربط بين الجزر بعتمد على الهاتف الراديوي والرمز الدولي لتوكيلاو 690 
تخدم توكيلاو من قبل إم في توكيلاو (سفينة) التي تملكها الدولة. تذهب في رحلتها إلى ساموا وتأخذ أكثر من يوم بقليل للإبحار. تحمل وتعطي السفينة حمولة. عندما يمنع الطقس السيئ السفينة من الإبحار، السفينة تتوقف وتنتظر طقسًا جيد أو تذهب إلى جزيرة مرجانية أخرى من بين الثلاثة، محاولةً تحميل البضائع هناك.

### نطاقات الإنترنت

شعار النطاق.tk

أضافت توكيلاو أكثر من 10% من ناتجها المحلي الإجمالي من نطاقها الأعلى في ترميز الدولة .tk.
في سبتمبر 2003 أصبحت فاكاوفو أول جزيرة مرجانية من بين الجزر الثلاثة التي تملك إنترنتاً فائق السرعة.
نطاق توكيلاو الأعلى في ترميز الدولة هو.tk. يمكن لأي فرد الحصول على عنوان بنطاق tk. مجانًا عن طريق موقع dot.tk، لكن بطريقة إعادة توجيه اليو آر إل، أي يجب أن يكون لك موقع آخر كي يكون موقعك الـtk يهدف إلى الموقع الآخر .

## إعصار بيرسي
إعصار بيرسي أضر توكيلاو بشدة في أواخر فبراير وأوائل مارس 2005. دمّر الإعصار طرق وجسور وأضر بقوة الكهرباء والاتصالات. أضر الإعصار أيضًا بالمحاصيل ومن ضمنها الموز وجوز الهند. ولكن الإعصار لم يصب شخصًا إصابة بالغة الخطورة، ولكن بعض الأشخاص خسروا الكثير من ممتلكاتهم. منطقة توكيلاو الجغرافية تعتمد على ارتفاع المحيط. لا يوجد في توكيلاو أي أرض ملحوظة أعلى من مترين فوق سطح البحر. هذا يعني أن توكيلاو بشكل خاص معرضة للخطر أمام أي ارتفاعات ممكنة في سطح البحر .

## الكتب والاصدارات
- (بالإنجليزية) Tokelau: a historical ethnography بقلم جوديث هنتسمان وأنثوني هوبر (1996) (ردمك 1869401530)
- (بالإنجليزية) The Future of Tokelau: decolonising agendas بقلم جوديث هنتسمان وكيليهيانو كالولو (2007) (ردمك 9781869403980)
- (بالإنجليزية) Tokelau: People, atolls, and history بقلم بيتر ماك-قواري (2007) (ردمك 9781877449413)
- (بالإنجليزية) Our Small World فيلم وثائقي لبيتا كاري وجورج اندروس، نيوزيلاندا، 2000, 51 دقيقة

## وصلات خارجية
- Tokelau  على كتاب حقائق العالم
- توكيلاو على مشروع الدليل المفتوح
- أطلس ويكيميديا حول Tokelau
- اثنولوجيا جزر توكيلاو

### حكومة
- السلطة التنفيذية للحكومة
- إدارة توكيلاو

### شعاب حلقية
- فاكاوفو
- نوكونونو